# Short 정수형
C/C++ 프로그래밍 언어에서 정수형 변수는 char와 int을 사용한다. char는 데이터 크기가 8비트이지만 int는 CPU에 따라 16비트 또는 32비트 정수형이 된다. 보통 8비트 CPU는 int가 16비트를 많이 사용하지만, x86, ARM 등의 32비트 CPU는 32비트 정수형 변수가 된다. int가 32비트 인 CPU 컴파일러를 사용한다면, char의 8비트 정수형이지만 16비트 정수형이 없게 된다. 따라서 short를 사용하여 16비트 정수형을 지원한다.